# Demokratická strana (Slovensko)
Demokratická strana (zkratka DS) byla politická strana působící na Slovensku. Působila ve dvou obdobích: před nástupem komunismu v letech 1944–1948 a po pádu komunismu v letech 1989–2006. Roku 2006 se sloučila se SDKÚ, která se přejmenovala na Slovenská demokratická a kresťanská únia – Demokratická strana. Oficiálně Demokratická strana zanikla 13. února 2006, kdy byla vymazána z Registru politických stran Ministerstva vnitra.
Část základny Demokratické strany, která se neztotožnila s fúzí s SDKÚ, založila 10. srpna 2006 stejnojmennou stranu.

## Historie

### Původní DS

Znak strany v letech 1944–1948

Demokratická strana (DS) vznikla v září 1944 v době slovenského národního povstání. Mezi její zakladatele patřili Ján Ursíny, Jozef Lettrich, Martin Kvetko, Ján Bendík, Fedor Hodža a Ján Lichner. Pod její značkou se před volbami v roce 1946 sjednotily demokratické síly. Ve volbách Demokratická strana na Slovensku zvítězila se ziskem 62 % hlasů. Nástup komunistů v roce 1948 znamenal její konec. Většina předních funkcionářů DS emigrovala do zahraničí. Byli mezi nimi i Jozef Lettrich, Martin Kvetko a Fedor Hodža. Ti, kteří zůstali v Československu, byli komunisty vězněni a pronásledováni. Ze zbytků strany byla vytvořena Strana slovenské obrody, která tvořila součást komunisty kontrolované Národní fronty. Komunisté tak vytvářeli zdání demokracie.

### Počátky obnovené DS
Po pádu komunismu po sametové revoluci byla DS obnovena v prosinci 1989. Z exilu se vrátil jeden z jejích zakladatelů Martin Kvetko, který se stal prvním předsedou obnovené DS. 30. září 1990 byl předsedou strany zvolen Ján Holčík a Martin Kvetko byl zvolen čestným předsedou.
V prvních svobodných volbách do Slovenské národní rady po pádu komunismu získala v roku 1990 DS 4,4 % hlasů a 7 poslaneckých mandátů. Ivan Brndiar se stal členem Předsednictva SNR, předsedou výboru SNR pro národnosti, etnické skupiny a pro lidská práva a předsedou poslaneckého klubu DS. Dalšími poslanci zvolenými za DS byli: Michal Géci, Božena Badálová, Oľga Keltošová, Ján Majer, Hana Zelinová a Peter Brňák. DS se stala součástí vládní koalice. Ve slovenské vládě pod vedením předsedy Vladimíra Mečiara měla DS 3 zástupce: Ján Holčík se stal ministrem průmyslu, Stanislav Novák ministrem práce a sociálních věcí a Jozef Dubníček ministrem výstavby a stavebnictví. Vládní krize v roce 1991, která vyvrcholila odvoláním Vladimíra Mečiara z funkce předsedy vlády a následným rozštěpením VPN na ODÚ-VPN a HZDS, zasáhla i DS. Poslanci Oľga Keltošová a Peter Brňák opustili stranu a přidali se k HZDS Vladimíra Mečiara. Ve zrekonstruované vládě pod vedením předsedy Jána Čarnogurského měla DS i nadále svoje zastoupení. Ján Holčík si podržel svoje ministerstvo. Vladimír Pavle se stal ministrem dopravy a spojů.

### DS v opozici
V následujících parlamentních volbách v roce 1992 získala DS 3,3 % hlasů a vzhledem k tomu, že hranice potřebná na vstup do parlamentu byla zvýšena na 5 %, se do parlamentu nedostala. Těmito volbami také skončila krátká historie DS jako parlamentní strany. Předsedou strany se stal ve stejném roce Peter Mattoš a roku 1993 Anton Ďuriš.
V březnu 1994 se do DS integrovalo vícero středopravých politických stran: ODÚ-VPN, Občianska demokratická strana Slovenska, Strana konzervatívnych demokratov, Demokrati 92, Zelená liga a Hnutie česko-slovenského porozumenia. Předsedou strany se stal Pavel Hagyari a místopředsedou Ivan Mikloš. Ani integrace však nepomohla DS dostat se do parlamentu. Před volbami nabídlo KDH místa na kandidátce představitelům menších pravicových stran. Nabídku přijala Stála konferencia občianskeho inštitútu (SKOI), jejíž kandidát Ján Langoš se tak dostal do parlamentu. DS nabídku odmítla. Kandidovala spolu se Stranou podnikateľov a živnostníkov, ale neuspěla. Koalice získala jen 3,42 % hlasů, což opět nestačilo na postup do parlamentu. Straně s velkou tradicí hrozil zánik. Na kongresu DS v prosinci 1994 byl za předsedu strany zvolen Peter Osuský. Pod jeho vedením pokračovala integrace pravicových občanských sil a v květnu 1995 DS podepsala dohodu se SKOI, čímž DS získala zastoupení v parlamentu prostřednictvím Jána Langoše. Koncem roku kongres DS zvolil Jána Langoše do funkce předsedy a Petra Osuského I. místopředsedy, oba pak zastávali tyto funkce až do roku 2001.
Roku 1997 vytvořily pravicové opoziční strany DS, KDH a DÚ Modrou koalícii s cílem kandidovat společně ve volbách roku 1998 a vytvořit silnou protiváhu vládnímu HZDS. Brzy se k Modré koalici přidaly i Sociálnodemokratická strana Slovenska a Strana zelených na Slovensku a koalice změnila název na Slovenská demokratická koalícia (SDK). Po přijetí nedemokratické novely volebního zákona, která prakticky znemožňovala koalicím kandidovat ve volbách, byla SDK přetransformována na volební stranu. Parlamentní kandidáti SDK formálně vystoupili ze svých mateřských stran a stali se členy SDK. Hlavním cílem SDK bylo porazit HZDS ve volbách.

### Slovenská demokratická koalice
SDK získala ve volbách roku 1998 26,33 % hlasů. HZDS sice získala o 0,67 % hlasů víc, ale nepodařilo se jí sestavit vládu. Naopak podařilo se to SDK společně s Stranou maďarské koalície, Stranou demokratickej ľavice a Stranou občianskeho porozumenia. DS získala prostřednictvím kandidátky SDK šest poslaneckých mandátů. Poslanci se stali kandidáti DS Jozef Kužma, Ján Langoš, Peter Tatár, Peter Zajac, František Šebej a Peter Osuský. V roce 2001 se Peter Zajac vzdal poslaneckého mandátu a nahradil ho Alexander Slafkovský. DS získala i zastoupení ve vládě prostřednictvím svého kandidáta Ivana Mikloše, který se stal místopředsedou vlády pro ekonomiku.
Velmi brzo po vítězných volbách se ukázalo, že formální vystoupení parlamentních kandidátů SDK ze svých mateřských stran nebude ve většině případů jen formální. Mikuláš Dzurinda byl mezi těmi, kteří se snažili o faktické sloučení pěti zakládajících stran SDK do jedné. Když se mu to nepodařilo, založil v lednu 2000 novou politickou stranu, SDKÚ. Do této strany vstoupila většina členů SDK a Mikuláš Dzurinda se stal jejím předsedou. Mateřské strany tento krok značně oslabil a jejich volební preference dlouhodobě značně poklesly. Faktický rozpad SDK znamenal také pohyby v samotné DS. Ze strany odešli nejpopulárnější politik DS Ivan Mikloš a také tvůrce reformy veřejné správy Viktor Nižňanský.
Začátkem roku 2001 se konaly volby předsedy DS. Ján Langoš se už o funkci neucházel. Předsedou se stal František Šebej a místopředsedou Ľudovít Kaník. František Šebej se však krátce po zvolení vzdal funkce předsedy, protože nebyl ochotný spolupracovat s Ľudovítom Kaníkom. Následně se stal předsedou strany Ľudovít Kaník. Jako reakce na tuto volbu František Šebej, Peter Zajac, Peter Tatár a Peter Osuský vystoupili ze strany a založili novou stranu pod názvem Občianska konzervatívna strana.

### Závěrečné období DS
Před volbami roku 2002 DS rozběhla volební kampaň, z které, po rozhodnutí předsednictva, krátce před volbami odstoupila, i když už uzavřela koalici s DÚ Jána Budaja. Vedení strany doporučilo příznivcům DS, aby dali svůj hlas SDKÚ. Tímto krokem se Ľudovít Kaník stal ministrem práce, sociálních věcí a rodiny. Na toto místo ho po volbách nominovala právě SDKÚ.
Ľudovít Kaník byl do čela DS zvolen i na posledním řádném kongrese Demokratické strany 18. června 2005. Na kongrese otevřeně prosazoval úzkou spolupráci až splynutí strany s SDKÚ. Ve volbách zvítězil nad Branislavem Hochelem, zásadním odpůrcem sloučení s SDKÚ. Po tomto kongrese nabraly události velmi rychlý spád. Už o půl roku později, 17. prosince 2005, odsouhlasil mimořádný kongres DS třípětinovou většinou sloučení strany se SDKÚ. O sloučení stran rozhodl definitivně kongres SDKÚ dne 21. ledna 2006. Nová politická strana působí pod názvem Slovenská demokratická a kresťanská únia – Demokratická strana. V době sloučení s SDKÚ měla DS asi 1700 evidovaných členů.
Ta část základny Demokratické strany, která nebyla ztotožněná s fúzí s SDKÚ, se rozhodla založit nový politický subjekt.

## Volební výsledky

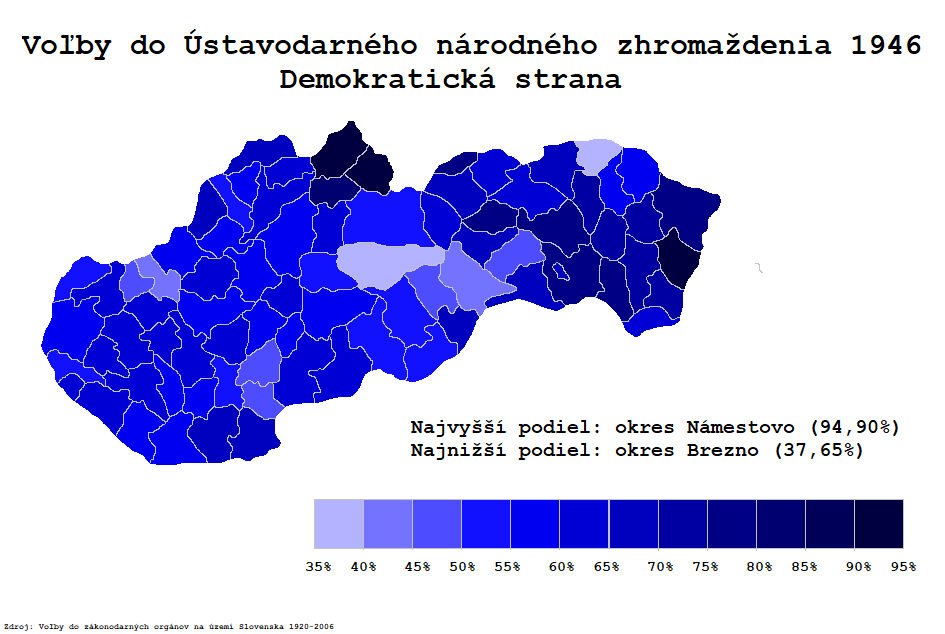
Výsledky Demokratické strany ve volbách v roce 1946

### Volby do parlamentu Československa
| Volby                                                                | Hlasy   | Hlasy | Mandáty | Mandáty | Pozice | Postavení |
| Volby                                                                | Abs.    | %     | Abs.    | ±       | Pozice | Postavení |
| -------------------------------------------------------------------- | ------- | ----- | ------- | ------- | ------ | --------- |
| 1946                                                                 | 999 622 | 14.1  | 43/300  | ▲43     | ▲4.    | Vláda     |
| V letech 1948-1989 okleštěna jako Strana slovenské obrody v rámci NF |         |       |         |         |        |           |
| 1990                                                                 | 149 310 | 1.4   | 0/150   | ▼2      | ▼13.   | —         |
| 1992                                                                 | 122 226 | 1.3   | 0/150   | ▬0      | ▼19.   | —         |

### Volby do Slovenské národní rady
| Volby                                                                | Hlasy       | Hlasy       | Mandáty | Mandáty | Pozice | Postavení |
| Volby                                                                | Abs.        | %           | Abs.    | ±       | Pozice | Postavení |
| -------------------------------------------------------------------- | ----------- | ----------- | ------- | ------- | ------ | --------- |
| 1946                                                                 | 999 622     | 61.4        | 63/100  | ▲63     | ▲1.    | Vláda     |
| V letech 1948-1989 okleštěna jako Strana slovenské obrody v rámci NF |             |             |         |         |        |           |
| 1990                                                                 | 148 567     | 4.4         | 7/150   | ▬0      | ▼6.    | Vláda     |
| 1992                                                                 | 102 058     | 3.3         | 0/150   | ▼7      | ▼8.    | —         |
| 1994                                                                 | 98 555      | 3.4         | 0/150   | ▬0      | ▬8.    | —         |
| 1998                                                                 | Součást SDK | Součást SDK | 6/150   | ▲6      | ▬8.    | Vláda     |

- 1990 (parlamentní volby) – 4,4 % hlasů a 7 mandátů v parlamentě
- 1992 (parlamentní volby) – DS kandidovala v koalici s Občanskou demokratickou stranou, koalice získala 3,31 % hlasů a ani jeden mandát v parlamentě
- 1994 (parlamentní volby) – 3,42 % hlasů a žádný mandát v parlamentě
- 1998 (parlamentní volby) – politici DS kandidovali na kandidátce Slovenské demokratické koalície, která získala 26,33 % hlasů a 42 mandátů v parlamentě a stala se jednou z vládních stran
- 2002 (parlamentní volby) – vedení DS těsně před volbami stáhlo kandidátku do voleb ve prospěch SDKÚ. Po volbách nominovala SDKÚ předsedu DS Ľudovíta Kaníka do funkce ministra práce, sociálních věcí a rodiny.